# Senat von Illinois

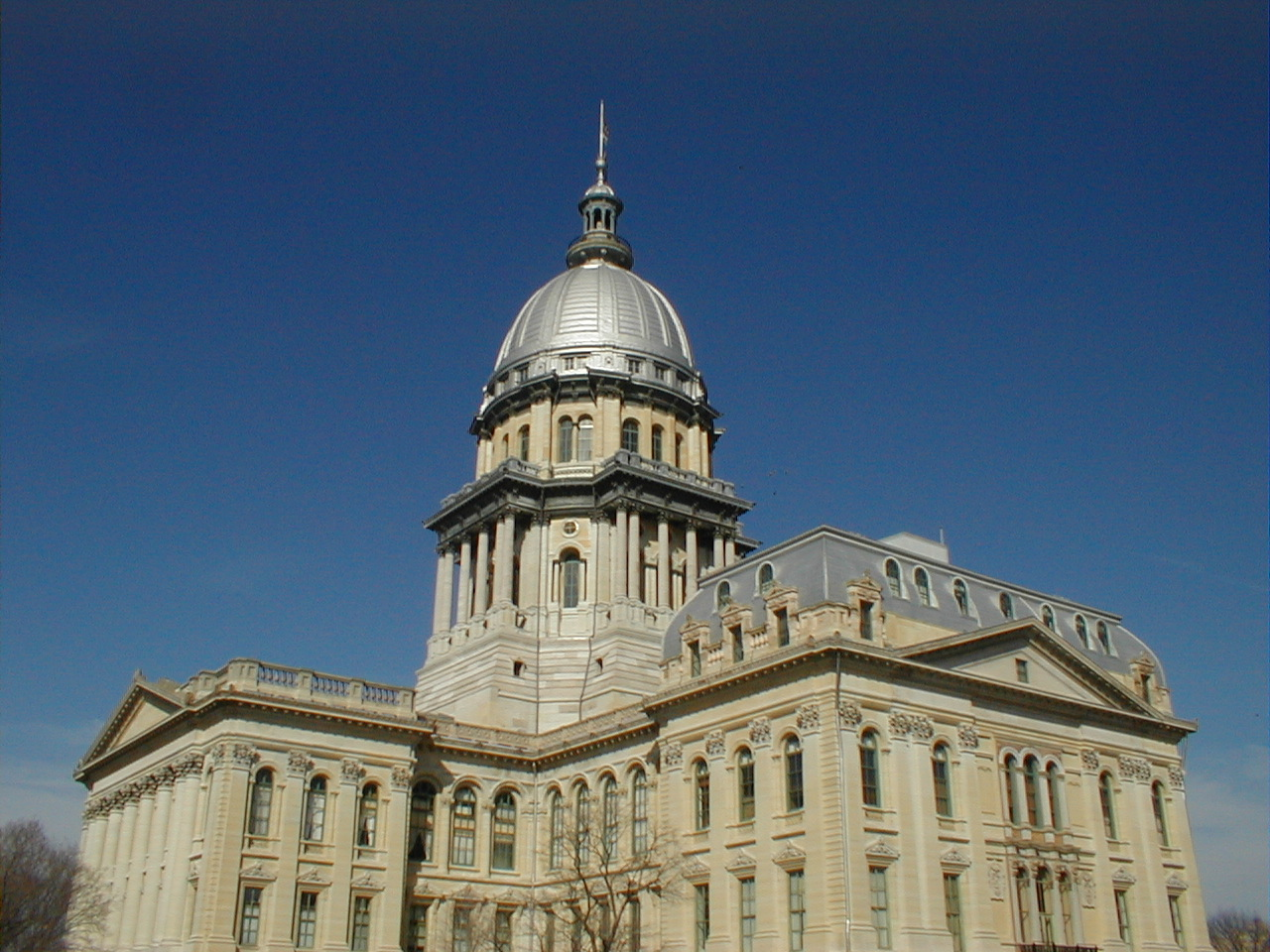
Illinois State Capitol in Springfield

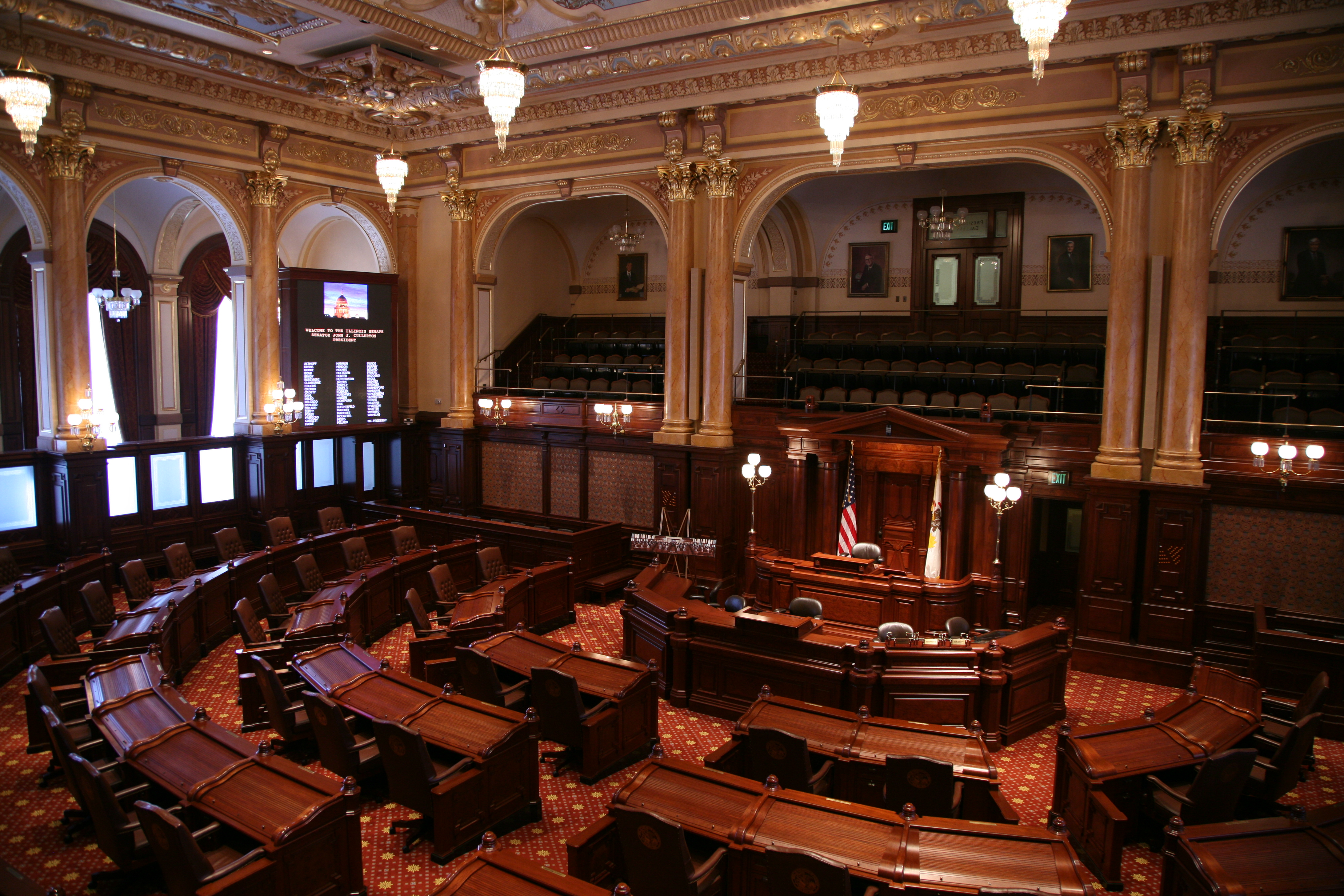
Sitzungssaal des Senats

Der Senat von Illinois  (Illinois State Senate) ist das Oberhaus der Illinois General Assembly, der Legislative des US-Bundesstaates Illinois. Die Kammer wurde 1818 nach der Annahme der ersten Staatsverfassung von Illinois geschaffen.
Die Parlamentskammer setzt sich aus 59 Senatoren zusammen, die jeweils einen Wahldistrikt repräsentieren. Um den kompletten Austausch der Senatoren auf einmal zu vermeiden, wurden 1970 infolge der Staatsverfassung von Illinois die Senatoren in drei Gruppen unterteilt. Jede Gruppe hat eine zweijährige Amtszeit innerhalb eines unterschiedlichen Dekadenteils zwischen den Volkszählungen, wobei den Rest der Dekade zwei vierjährige Amtszeiten ausmachen. Im Gegensatz dazu wird das Repräsentantenhaus von Illinois mit seinen 118 Abgeordneten jeweils für zweijährige Amtszeiten gewählt. Die Wahlbezirke der Abgeordneten wurden durch die Halbierung der Senatswahlbezirke gebildet. Es existiert keine Beschränkung der Amtszeiten.
Der Sitzungssaal des Senats befindet sich gemeinsam mit dem Repräsentantenhaus im Illinois State Capitol in der Hauptstadt Springfield. Der erste offizielle Arbeitstag jedes Jahr ist der zweite Mittwoch im Januar.

## Aufgaben des Senats
Wie in den Oberhäusern anderer Bundesstaaten und Territorien sowie im US-Senat fallen dem Senat von Illinois im Vergleich zum Repräsentantenhaus spezielle Aufgaben zu, die über die Gesetzgebung hinausgehen. So obliegt es dem Senat, Gesetzesentwürfe zu verabschieden, den Staatshaushalt zu genehmigen, Nominierungen zu staatlichen Instituten und Behörden zu bestätigen oder zurückzuweisen. Ferner obliegt es dem Senat auf bundesstaatliche Verfassungsänderungen einzuwirken sowie auch jene für Illinois vorzuschlagen. Es hat auch die Macht, Einsprüche seitens des Gouverneurs mit einer Drei-Fünftel-Mehrheit aufzuheben. Außerdem bemüht sich der Senat von Illinois um die Anklagen, die durch das Repräsentantenhaus gebildet wurden. Infolgedessen kann es die Beamten durch eine Zwei-Drittel-Mehrheit für schuldig befinden.

## Abstimmungen
Abstimmungen im Senat von Illinois finden durch das Drücken der Abgeordneten eines von drei Knöpfen statt. Anders als bei anderen Staaten erlaubt es der Senat von Illinois den Abgeordneten eine Wahl zu treffen zwischen „ja“, „nein“ oder „enthalten“. Es erfordert 30 Jastimmen zu Verabschiedung eines Gesetzes in der Endabstimmung. Die Anzahl der negativen Stimmen haben keine Bedeutung. Demzufolge hat der Gebrauch von „enthalten“ den gleichen Effekt wie das Wählen von „nein“.

## Struktur der Kammer
Der Präsident des Senats ist nicht wie in den meisten anderen US-Bundesstaaten üblich der Vizegouverneur, sondern ein gewähltes Mitglied des Senats. Derzeitiger Senatspräsident ist der Demokrat John Cullerton, 6. Wahlbezirk (Chicago).
Zum Mehrheitsführer (Majority leader) der Demokraten wurde James Clayborne, 57. Wahlbezirk (Belleville), gewählt; Oppositionsführer (Minority leader) ist die Republikanerin Christine Radogno, 41. Wahlbezirk (Lemont).

## Zusammensetzung der Kammer
- Demokraten: 37
- Republikaner: 22

| Partei      | Partei                 | Abgeordnete |
| ----------- | ---------------------- | ----------- |
|             | Demokratische Partei   | 37          |
|             | Republikanische Partei | 22          |
| Summe       | Summe                  | 59          |
| Mehrheit ab | Mehrheit ab            | 30          |